# دوغ جيبسون (لاعب هوكي الجليد)
دوغ جيبسون هو لاعب هوكي الجليد كندي، ولد في 28 سبتمبر 1953.

## وصلات خارجية
- دوغ جيبسون على موقع دوري الهوكي الوطني (الإنجليزية)
- دوغ جيبسون على موقع قاعة مشاهير الهوكي (لاعب أن.إتش.أل) (الإنجليزية)
- دوغ جيبسون على موقع EliteProspects.com (الإنجليزية)
- دوغ جيبسون على موقع HockeyDB.com (الإنجليزية)
- دوغ جيبسون على موقع Hockey-Reference.com (الإنجليزية)